# 9 (Metro de Nueva York)
El '9 Broadway-Seventh Avenue Local' era un servicio de tránsito rápido en la División A del metro de la ciudad de Nueva York. El emblema de su ruta, o "viñeta", era de color rojo, ya que utilizaba la línea 
Broadway-Seventh Avenue de Interborough Rapid Transit Company (IRT) para toda su ruta.
El 9 operó durante los períodos de hora pico de 1989 a 2005, como una variante del 1, brindando servicio entre Van Cortlandt Park–242nd Street en Riverdale, Bronx y South Ferry en el Bajo Manhattan. El 1 funcionó en un patrón de servicio sin paradas durante las horas pico, y el 9 proporcionó el servicio sin paradas complementario en la misma ruta. El 9 se suspendió temporalmente entre 2001 y 2002 debido a los graves daños a la línea Broadway-Seventh Avenue causados por los ataques del 11 de septiembre, y se suspendió permanentemente en 2005 como resultado de una disminución en la cantidad de pasajeros que se beneficiaron.
La designación 9 también se usó para un tren lanzadera en la línea IRT Dyre Avenue entre 1941 y 1967.